# Hermann Voss
Hermann Christian Heinrich Emil Voss (ur. 13 października 1894 w Berlinie, zm. 19 stycznia 1987 w Hamburgu) – niemiecki profesor anatomii i histologii, dziekan Wydziału Medycznego Reichsuniversität Posen (Uniwersytet Rzeszy w Poznaniu), profesor anatomii na Uniwersytecie w Lipsku.

## Życiorys
Studiował w Rostocku i w 1919 został doktorem medycyny. Habilitował się z anatomii w 1923 (Universität Rostock). W latach 1927–1941 oraz 1946-1950 pracował na Uniwersytecie w Lipsku, tam został profesorem.
Już w połowie lat 30. XX wieku wypowiadał się na temat całkowitego unicestwienia Polaków i Żydów.

### Praca w Reichsuniversität Posen

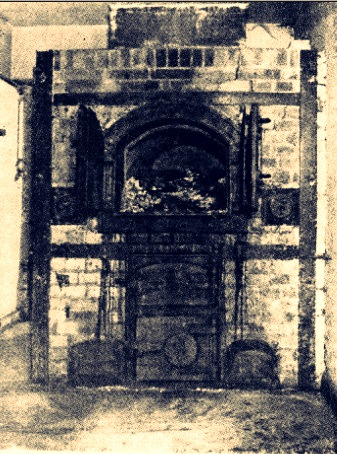
Piec w którym Voss palił zwłoki zamordowanych Polaków w budynku Collegium Anatomicum Akademii Medycznej

W latach 1941–1945 pracował w Reichsuniversität Posen, kierował Instytutem Anatomii przy Friedrich-Nietzsche Strasse (obecnie ul. Święcickiego). Był agresywny, chodził z pałką gumową do bicia. Cieszył się z każdej egzekucji Polaków, a zwłoki przywożone przez Gestapo codziennie do Instytutu Anatomii nazywał materiałem do pieca. Liczba zwłok które trafiły do Instytutu wynosiła około 8 000.

My musimy ich unicestwić (...) jestem zadowolony ze śmierci każdego Polaka

Polacy stali się ostatnio znowu bardziej bezczelni, więc nasz piec ma wiele pracy. Jakby to było pięknie, gdyby można było to całe towarzystwo przepędzić przez takie piece.

Tutaj w instytucie znajduje się w piwnicy krematorium do palenia trupów. Jest ono obecnie wyłącznie na usługach tajnej policji. Zastrzeleni przez nią Polacy są tutaj przewożeni nocą i paleni. Gdyby to można było tak spopielić całe polskie towarzystwo. Polski naród musi być całkowicie wytępiony (...)

Część zwłok preparował, m.in. wydobywał czaszki i szkielety, które następnie oferował muzeom w Europie. Mimo działalności na rzecz hitlerowskich Niemiec, książki napisane przez niego były po wojnie tłumaczone i wykorzystywane w nauce anatomii, podobnie było ze spreparowanymi szkieletami i czaszkami oraz preparatami histologicznymi.

## Wybrane publikacje
- Das kleine Handbuch der Anatomie, 1943
- Anatomische Präparierübungen. Eine Anweisung zur Präparation der Muskeln, Gelenke und Eingeweide, 1965
- Taschenbuch der Anatomie, 1971
- Grundriss der normalen Histologie und mikroskopischen Anatomie, 1977